# Zofia Atteslander
Zofia Atteslander (sinh ngày 12 tháng 3 năm 1874 tại Luborzyca – mất khoảng năm 1928 tại Berlin) là một họa sĩ người Ba Lan.
Trong khoảng thời gian 1889–1928, Zofia Atteslander đi vẽ ở nhiều nơi, trong số đó bao gồm Berlin, Paris và Wiesbaden. Atteslander chạm ngõ hội họa khi học kèm riêng với  Jacek Malczewski ở Kraków, sau đó bà theo học Franz von Lenbach, Heinrich Knirr và Stanisław Grocholski ở Munich, và từ năm 1902, bà làm học trò của Adolf Hölzel ở Dachau. Atteslander chuyên thể loại tranh chân dung và tĩnh vật.
Khi ở Wiesbaden vào năm 1904, Atteslander đã vẽ chân dung cho Hoàng gia Romania. Trong thời gian ở Paris vào năm 1908, bà đã được vinh danh tại Triển lãm của các họa sĩ Pháp. Năm 1903, Atteslander trở thành thành viên của Hội những người bạn Mỹ thuật (Towarzystwo Przyjaciół Sztuk Pięknych) ở Kraków, và một năm sau đó, bà gia nhập Hội Khuyến khích Mỹ thuật (Towarzystwo Zachęty Sztuk Pięknych) ở Warsaw. Ngoài sơn dầu, Atteslander còn thử sức với pastel. Bà thường dùng chữ ký là "Zo" trên các bức tranh của mình. Thông tin ghi nhận cuối cùng về Zofia Atteslander dừng ở năm 1928.

## Tác phẩm

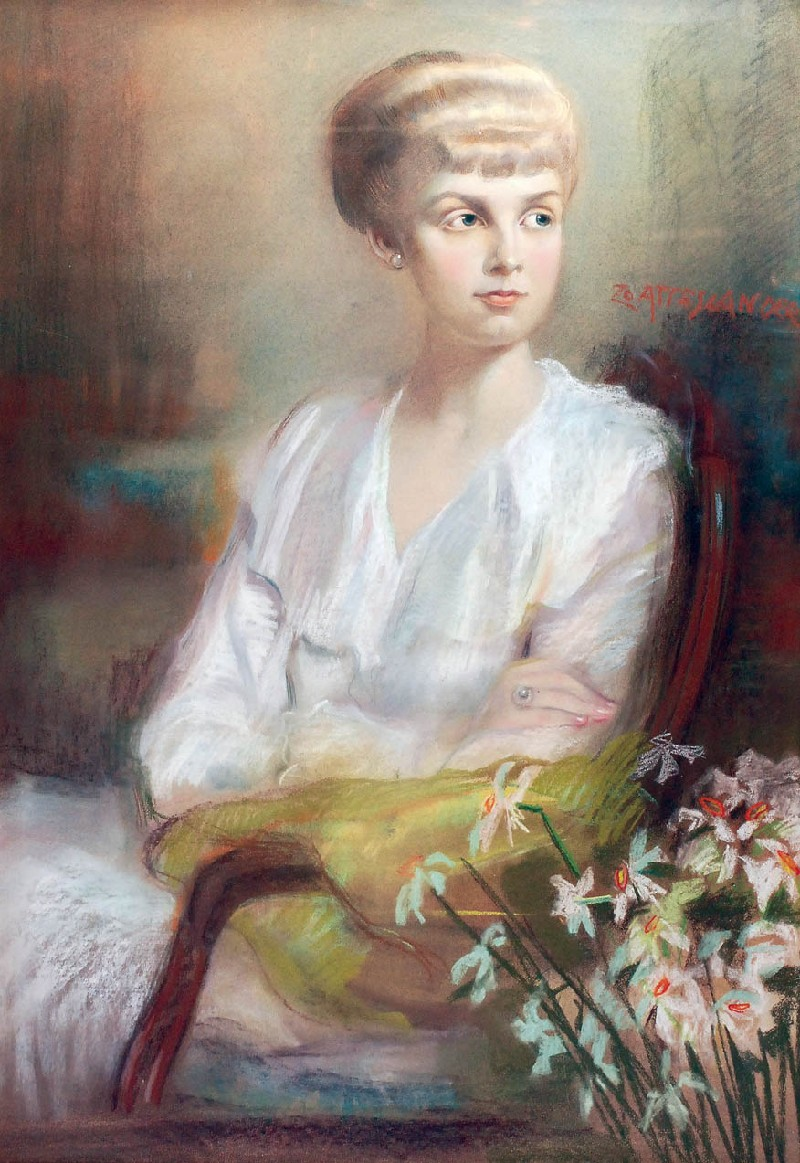
Chân dung một thiếu nữ bên hoa thủy tiên
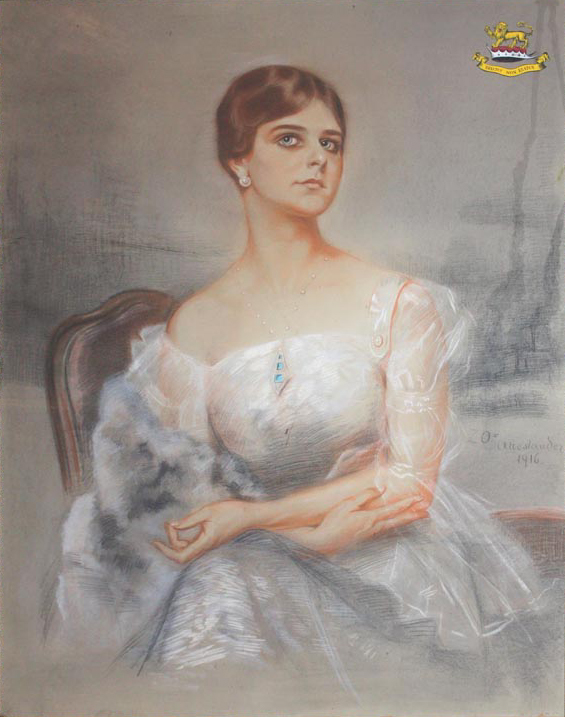
Chân dung một phụ nữ
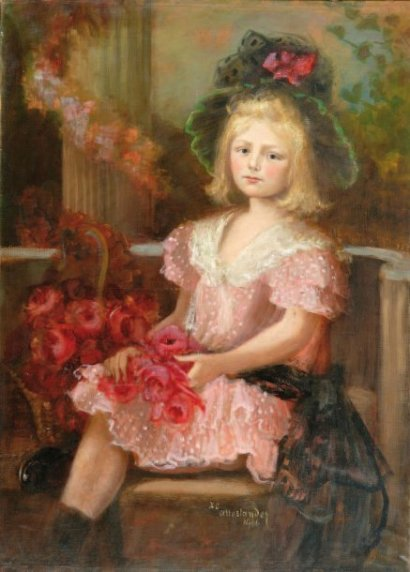
Cô gái đội mũ xanh
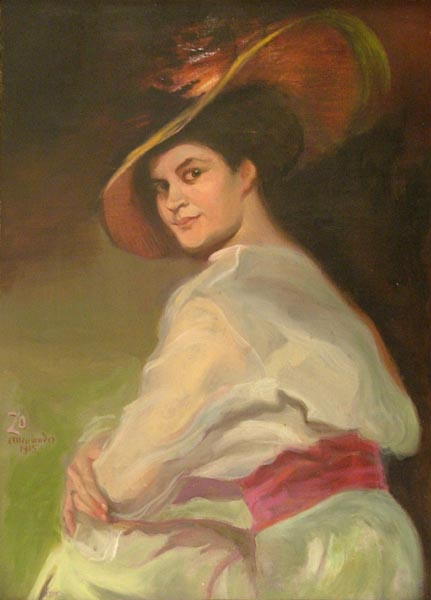
Chân dung cô gái đội mũ
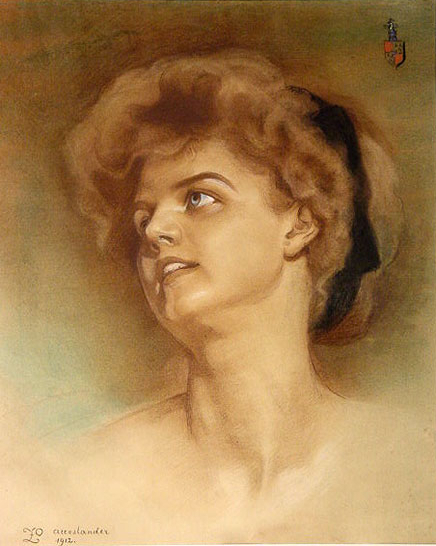
Chân dung Quý bà Stanhope (1912)